# 学徒護国団
学徒護国団（がくとごこくだん）とは、韓国における青少年対象の軍事組織である。
1975年、朴正煕政権下の大韓民国において、高校以上の学園を対象に設置される。同年、政府は民防衛基本法案を議決し、軍警・郷土予備軍・学徒護国団への所属員を除く17歳以上50歳以下の男子を対象にした民防衛隊を設置している。
1985年、文教部から学徒護国団の廃止が発表されている。